# Ford Transit
Il Ford Transit è un veicolo commerciale leggero di grandi dimensioni prodotto dalla Ford. È disponibile a tetto alto e basso, con diverse lunghezze e passo, in versione furgone, minibus e pick-up cassonato. Si possono vedere anche delle versioni di Transit camperizzate.
Introdotto per la prima volta nel 1953, fu inizialmente prodotto nello stabilimento di Langley, nel Berkshire (lo stesso stabilimento in cui si producevano i caccia Hawker Hurricane, usati nella seconda guerra mondiale). Venne in seguito prodotto per sette decenni a Southampton, in Inghilterra, fino al 2013, anno in cui lo stabilimento di Southampton venne chiuso a causa della forte domanda di produzione del modello, che superò la capacità dell'impianto. Il Transit viene inoltre prodotto a Genk, in Belgio, e anche in Cina.
Attraverso sette serie nel 1976 la produzione aveva superato il milione, diventati 2 nel 1985, 3 nel 1994, 4 nel 2000, 5 nel 2005,  6 nel 2010, 7 nel 2013 e supererà quota 9 milioni entro la fine del 2015: i Transit venduti in 50 anni, in media 1 ogni 180 secondi, parcheggiati in fila, coprirebbero la distanza dell'intera circonferenza terrestre
È uno dei veicoli commerciali prodotti dalla Ford più famosi e la casa ha creato nel tempo una vera e propria famiglia di furgoni denominati Transit, oggi composta dal Transit propriamente detto (ovvero il veicolo più grande della gamma), il Transit Custom (più piccolo rispetto al tradizionale Transit ma di dimensioni medio-grandi), Il Transit Connect (lanciato nel 2002 che rappresenta la versione compatta su base Ford Focus) e il più piccolo e recente Transit Courier (basato sul pianale della Ford Fiesta). Le omologhe versioni destinate al trasporto passeggeri vengono ribattezzate Ford Tourneo dal 1994.

## Sedi degli stabilimenti di produzione
- Colonia, Germania: 1953−1965 (FK 1000 e Taunus Transit)
- Genk, Belgio: 1965−2000 (Transit)
- Langley, Regno Unito: 1965−1972 (Transit)
- Southampton, Regno Unito: 1972-2013[1] (Transit)
- Kocaeli, Turchia: dal 1976 (Transit, Transit Connect, Transit Custom e Transit Courier)
- Inönü, Turchia: dal 1982 (Cambio e motore)
- Obchuk, Bielorussia: 1997−2000 (CKD; Transit)
- Hải Dương, Vietnam: dal 1998 (Transit)
- Nanchang, Repubblica Popolare Cinese: dal 2006 (Transit 2006 e Transit 2008)
- Wayne/Louisville, Stati Uniti: Inizio della produzione nel 2012 (Transit Connect)

## Prima serie (FK 1000: dal 1953 al 1961 / Taunus Transit: dal 1961 al 1965)

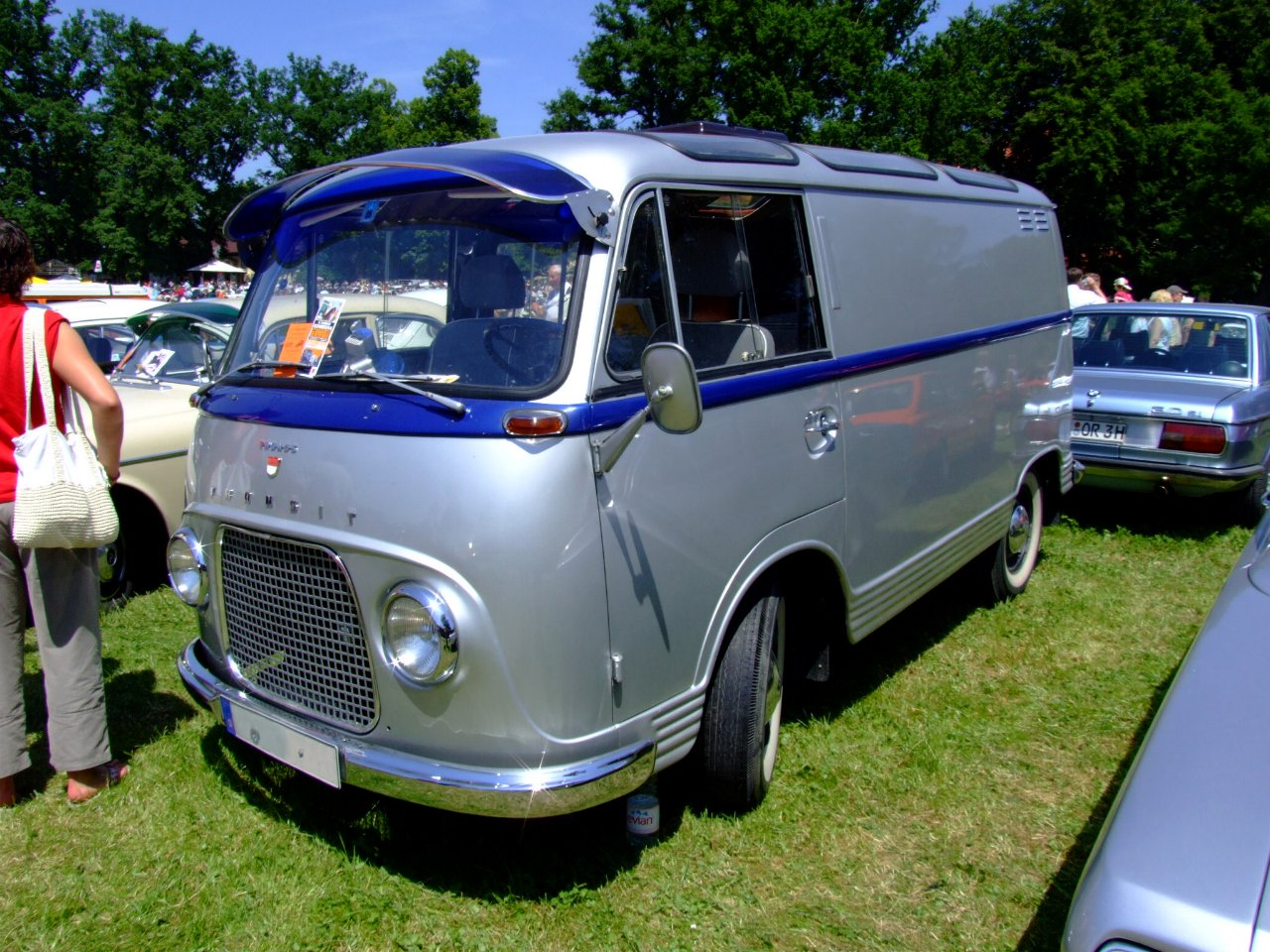
Ford Taunus Transit del 1964

A differenza della serie di Transit inglese, la prima produzione Ford ad avere il nome "Transit" fu un furgone costruito nello stabilimento Ford di Colonia in Germania, introdotto nel 1953 con il nome di FK 1000 (Ford Köln, trasportante 1000 kg). Il veicolo assunse la denominazione Ford Taunus Transit solo nel 1961 ed uscì di produzione nel 1965.

### Sistema di denominazione
Il primo veicolo denominato "Transit" non fu esportato dovunque, ma solo in alcuni mercati, compreso quello italiano, cosicché il nome "Mark 1" viene comunemente utilizzato per indicare il modello prodotto in Inghilterra a partire dal 1965. Tuttavia, le varie versioni prodotte nel corso degli anni, sono state indicate con una serie discordante di numeri indicanti i modelli, con alcune fonti che indicavano un restyling come una nuova versione, ed altre no. La successione cronologia dei modelli Transit, pubblicata in occasione del lancio del modello del 1994, ha evitato questo problema sul sistema di denominazione, applicando come punto di riferimento per indicare le generazioni del Transit, gli anni di produzione.

## Seconda serie (dal 1965 al 1978)

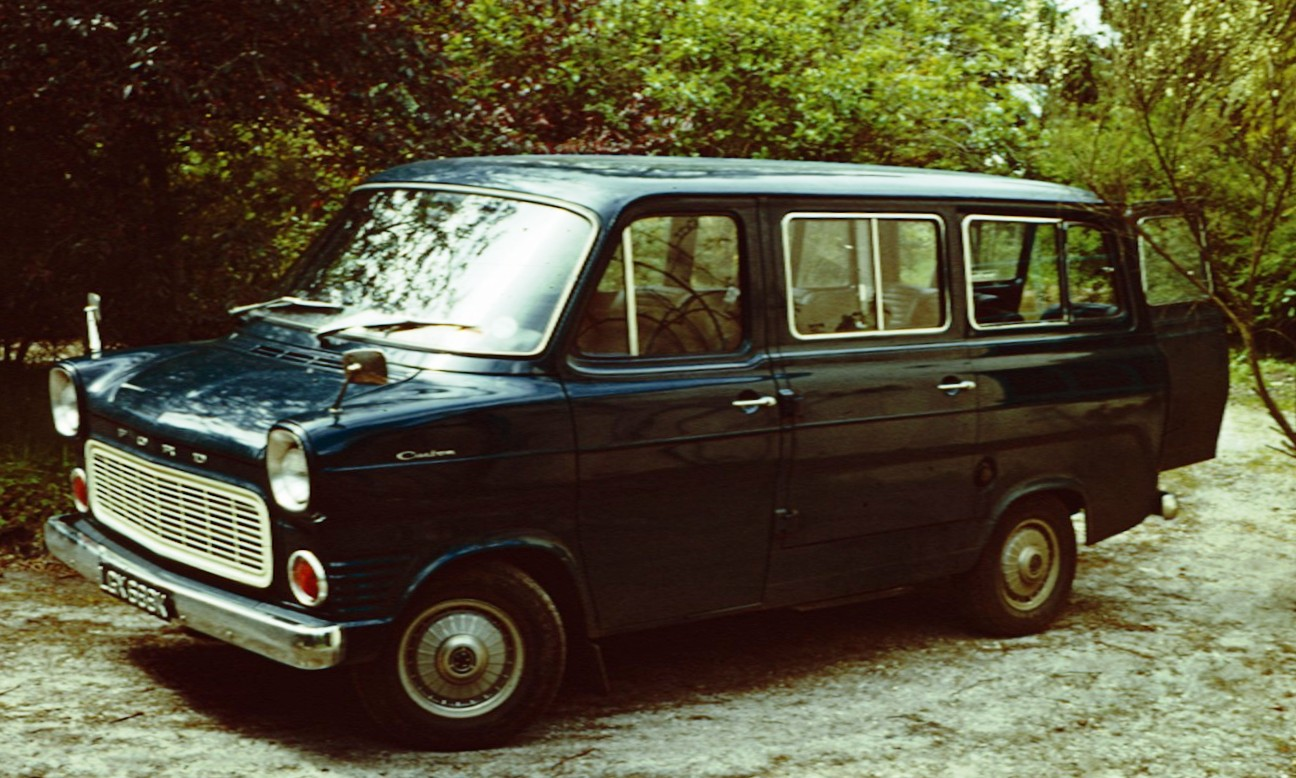
Ford Transit Minibus Mark I (numerazione inglese) post-facelift

La seconda serie del Transit fu introdotta nell'ottobre del 1965, per rimpiazzare il Ford Thames 400E, un piccolo furgone in concorrenza con veicoli più simili, ma di dimensioni più grandi (era infatti collocato in un segmento di mercato allora dominato dai veicoli Bedford CA).
Così Ford tornò al tavolo da disegno e progettò una configurazione a motore anteriore, seguendo le linee pionieristiche percorse durante gli anni '50 da Bedford con i loro apprezzati furgoni della serie CA.
L'intuizione rivoluzionaria di Henry Ford II fu di unire insieme lo sforzo tecnico di Ford/Gran Bretagna e Ford/Germania e generare un sodalizio che avrebbe dato poi vita alla Ford Europa di oggi - precedentemente le due filiali erano in concorrenza diretta tra loro.
Il Transit rappresentava un distacco enorme dai veicoli commerciali europei di allora - la carreggiata relativamente larga e il design di ispirazione Americana gli hanno dato un vantaggio enorme nella capacità di carico rispetto ai veicoli paragonabili del tempo ed hanno rivoluzionato il settore del trasporto leggero delle merci. La maggior parte delle componenti meccaniche del Transit erano adattate dalle automobili Ford di quel periodo.
Un'altra chiave di successo del Transit era il numero enorme di versioni ed allestimenti di carrozzeria disponibili: i furgoni pannellati a passo lungo o corto, cabinato con cassone, i minibus, il cassonato con cabina doppia solo per citarne qualcuna. Le motorizzazioni adottate nella versione commercializzata nel Regno Unito furono il motore a benzina Essex V4 di 1700 cm³ e 2000 cm³ e un diesel da 41 CV. Quest'ultimo motore (piuttosto impopolare data la scarsità di potenza, tanto da essere sostituito da un più potente motore versione York nel 1974) presentava delle dimensioni maggiori rispetto al vano motore, che fu opportunamente allargato (soluzione adottata anche per permettere l'alloggiamento di due motori a 6 cilindri disposti in linea o a "V" venduti in Gran Bretagna per la polizia e le ambulanze e in Australia). In Germania e nel resto d'Europa invece il Transit fu venduto con le stesse motorizzazioni a benzina 1.7 e 2.0 della Taunus.

## Terza serie (dal 1978 al 1986)

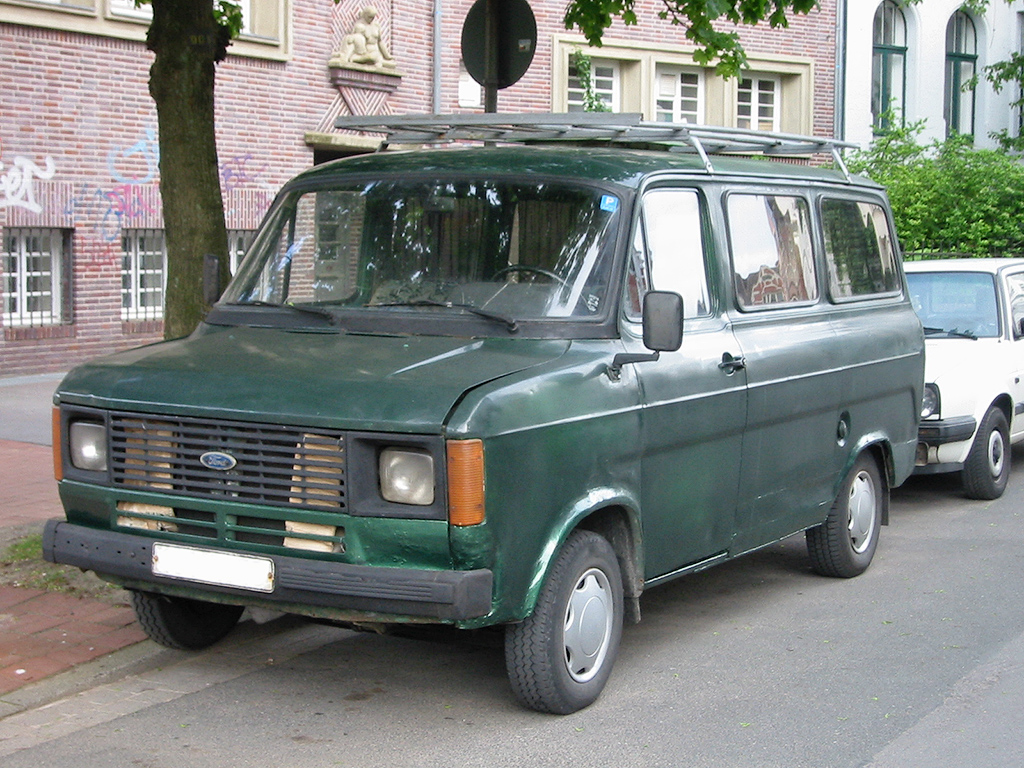
Ford Transit Mark II

Nel marzo del 1978, debuttò una versione ristilizzata del Transit, conosciuta in alcuni mercati come Mark II.
Il restyling riguardò il frontale, gli interni e la meccanica: fu infatti introdotto il motore Pinto, già montato sulla Ford Cortina, che nei primi due anni fu affiancato da un motore Kent "Xflo" da 1600 cm³ a causa di problemi di affidabilità dell'albero a camme, al posto del vecchio Essex V4 (da cui deriva un motore 3.0 V6 montato sulle versioni ad alte prestazioni utilizzate dalla Polizia e dalle ambulanze).
Nel 1984 il Transit fu oggetto di un secondo restyling che riguardava il frontale, con calandra gommata nera con fari integrati, e la meccanica: fu infatti introdotta una nuova versione del motore diesel York ad iniezione diretta con una cilindrata di 2498 cm³.ed una potenza di 68 cv, contro i 63 cv del precedente 2400.

## Quarta serie (dal 1986 al 1991 e restyling minore dal 1991 al 1994)

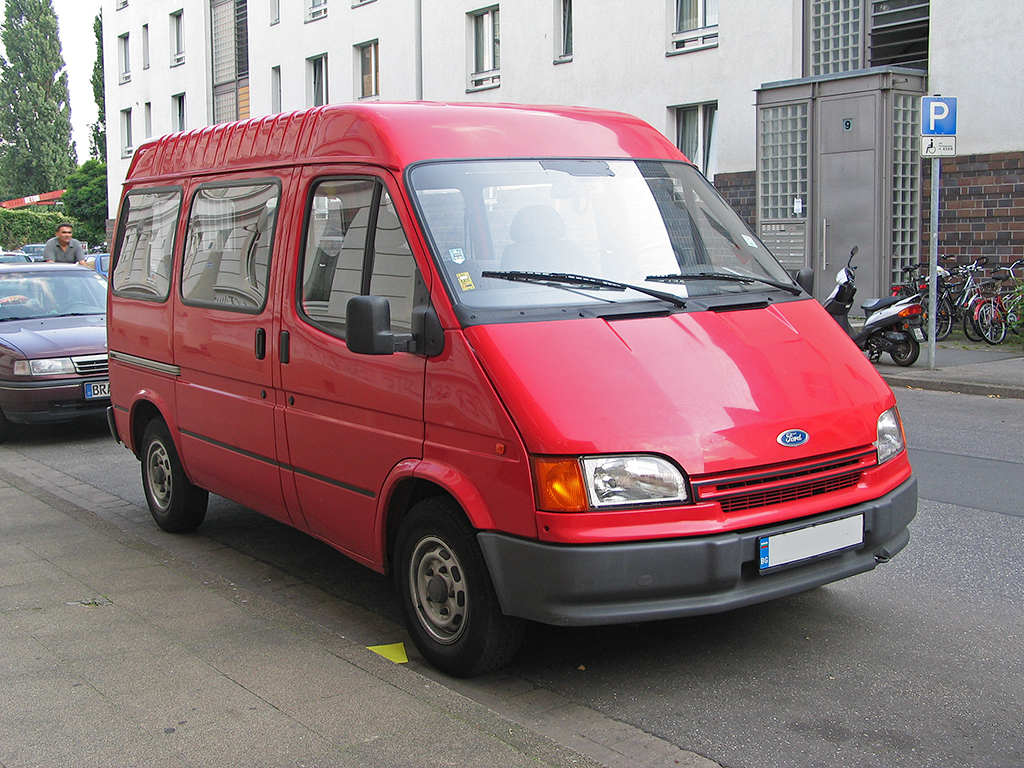
Ford Transit 1986-1994

Quella che si rivelò effettivamente essere la quarta serie del Transit apparve nel gennaio del 1986 e le differenze estetiche rispetto al passato furono evidenti: la carrozzeria era completamente nuova (il parabrezza e il cofano adesso avevano la stessa angolazione). Anche la configurazione delle sospensioni anteriori fu cambiata passando da quella a balestra a quella a ruote indipendenti su tutte le versioni, tranne su quelle con telaio cabinato e quelle con passo lungo.
La gamma di motori rimase la stessa degli ultimi modelli della generazione 1978-85, sebbene nel 1989 il motore 3.0 V6 fu sostituito con il Cologne 2.9 EFI V6. Un sottile restyling nel 1992 vide le sospensioni anteriori completamente indipendenti applicate a tutta la gamma, mentre una pianta ridisegnata permise l'uso di ruote posteriori singole sulla versione a passo lungo, incrementando ulteriormente la capacità di carico; questi modelli sono riconoscibili dai fari anteriori leggermente più arrotondati.

## Quinta serie (dal 1994 al 2000)

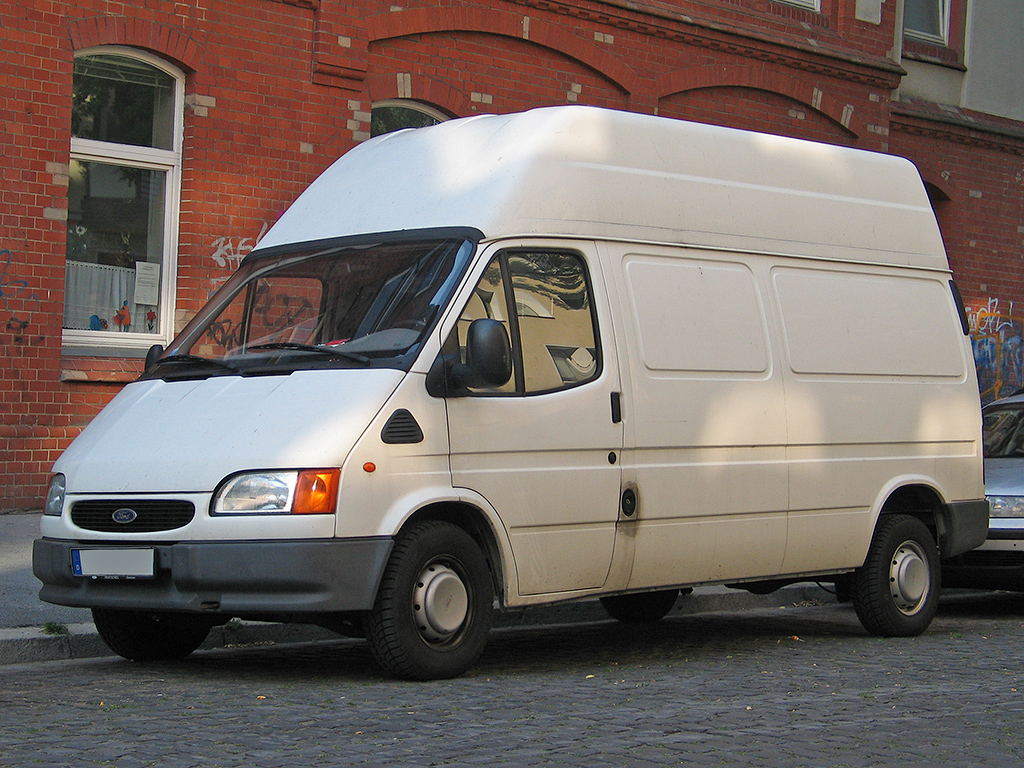
Ford Transit 1994-2003, versione a passo lungo e tetto alto

Un restyling maggiore nel 1994 diede al Transit una nuova parte frontale ed un nuovo cruscotto, insieme al motore I4 2.0 L DOHC 8 valvole già utilizzato sulla Scorpio. È simile al precedente motore DOHC della Ford Sierra, ma senza lo spinterogeno, e usa un'unità di controllo motore aggiornata (alcuni dei motori 16 valvole prodotti dalla Ford, come quelli montati sulle auto Ford Scorpio, Ford Escort RS2000 e Ford Galaxy furono basati su questo motore). Allo stesso tempo condizionatore d'aria, alzacristallo elettrico, chiusura centralizzata ed airbag furono resi disponibili come optional.
La versione turbodiesel fu disponibile nelle versioni da 63 kW, 74 kW e 85 kW con una pompa di iniezione elettronica.

### Motorizzazioni quinta serie
| Modello       | Disponibilità       | Motore  | Cilindrata (cm³) | Potenza        | Coppia max (Nm) | Emissioni CO2 (g/Km) | 0–100 km/h (secondi) | Velocità max (Km/h) | Consumo medio (Km/l) |
| 2.0 cat.      | dal 1996 al 2000    | Benzina | 1993             | 85 Kw (116 Cv) | 167             | n.d                  | n.d                  | 130                 | 11.1                 |
| 2.5 D 70 CV   | dal debutto al 1997 | Diesel  | 2496             | 51 Kw (70 Cv)  | n.d             | n.d                  | n.d                  | 128                 | 15.8                 |
| 2.5 D         | dal debutto al 2000 | Diesel  | 2496             | 56 Kw (76 Cv)  | 168             | n.d                  | n.d                  | 130                 | 12.5                 |
| 2.5 TD 85 CV  | dal debutto al 2000 | Diesel  | 2496             | 62 Kw (85 Cv)  | n.d             | n.d                  | n.d                  | 130                 | 12.5                 |
| 2.5 TD 100 CV | dal 1997 al 2000    | Diesel  | 2496             | 74 Kw (101 Cv) | n.d             | n.d                  | n.d                  | 128                 | 15.8                 |

## Sesta serie (dal 2000 al 2006)

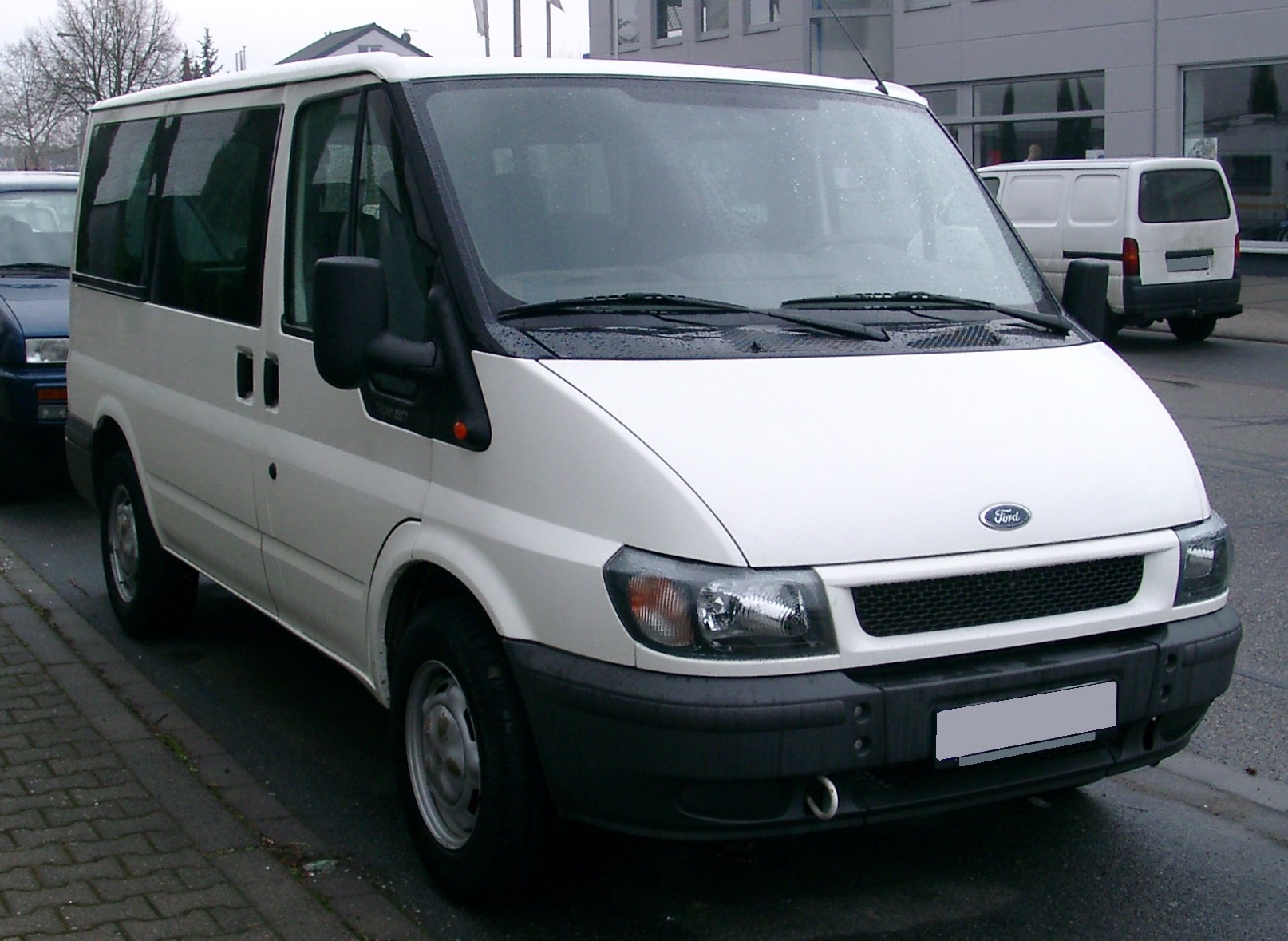
Ford Transit 2000-06

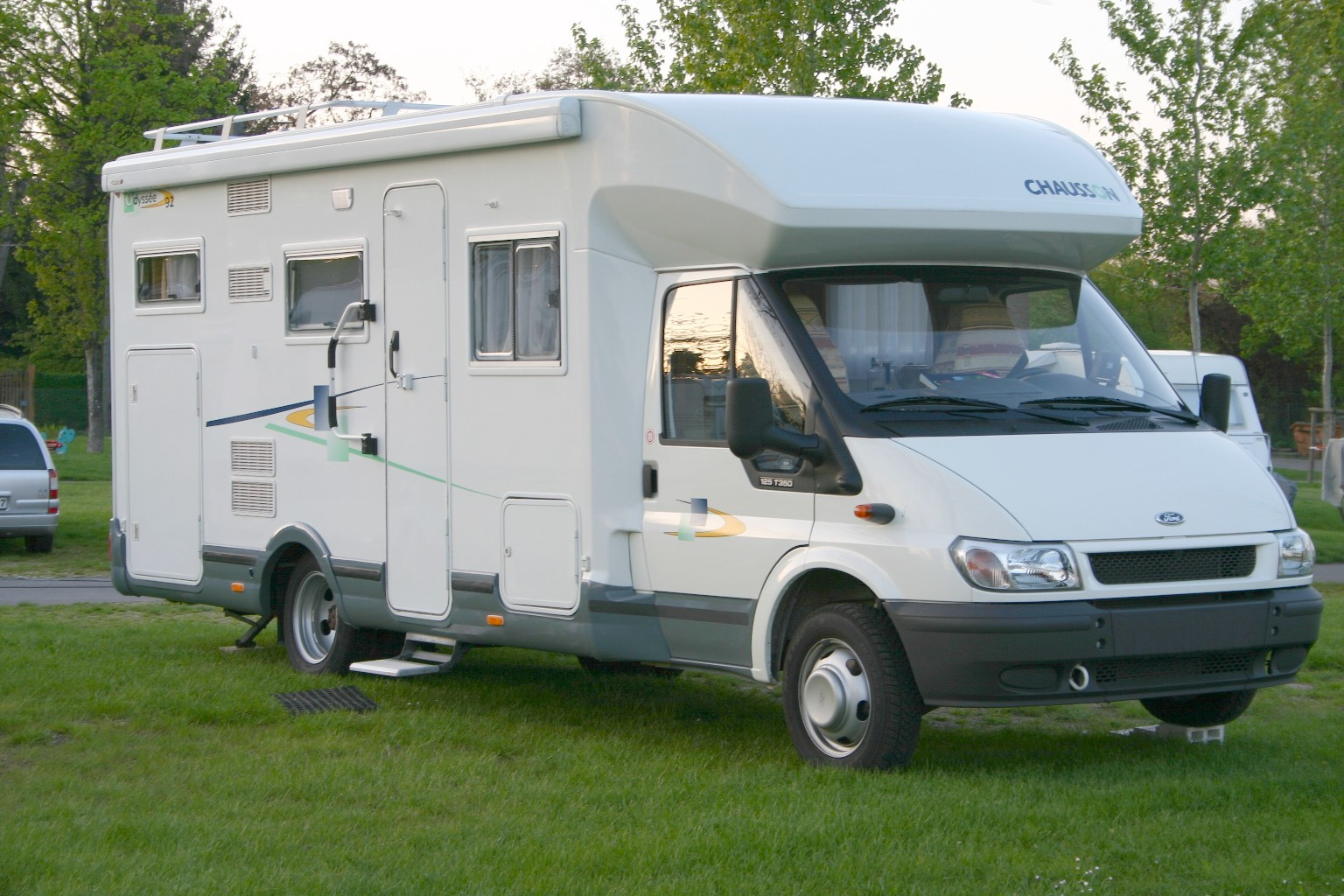
Ford Transit generazione 2000-06, versione camper

Il successivo Transit introdotto nel luglio del 2000 fu il sesto ad avere un design completamente nuovo, realizzato prendendo spunto dal nuovo corso del design della casa, il cosiddetto New Edge comune anche alla Focus e alla Ka.
Sviluppato dalla Ford negli Stati Uniti, l'innovazione principale è che è disponibile sia nella versione a trazione anteriore (modello V185) che a trazione posteriore (modello V184). È dotato del motore turbodiesel Duratorq montato anche sulla Ford Mondeo del 2000 e sulla Jaguar X-Type.
Raggiunge una velocità massima di 150 km/h con un'accelerazione da 0 a 100 km/h in 21 secondi.
Questa versione fu nominata "International Van of the Year" nel 2001.
Il cambio automatico Durashift (opzionale sulla versione a trazione posteriore e di serie sui motori Duratorq TDdi 2.4 L 93 kW) è dotato di controlli montati sul cruscotto, con la possibilità di varie impostazioni predefinite: una modalità manuale adattata, una modalità traino, una modalità economia e una modalità inverno.
Due anni dopo, la Ford introdusse il Ford Transit Connect, un furgone multispazio, più piccolo, che andava a sostituire i veicoli commerciali Ford di taglia piccola più vecchi basati su Ford Escort e Ford Fiesta, come il Ford Courier (derivato direttamente dalla Fiesta, a cui era identico nella parte anteriore). Il Transit Connect si pone in concorrenza con altri veicoli multispazio come Fiat Doblò, Opel Combo e Citroën Berlingo. Condivide comunque molto poco con il Transit tradizionale in termini di ingegneria e meccanica, sebbene sia prodotto insieme ad esso in un nuovo stabilimento in Turchia.
Nel 2002 fu introdotto il primo motore diesel common rail nel Transit, con il lancio del HPCR (High Pressure Common Rail) da 2.0 L 92 kW sulla versione a trazione anteriore.
Nel 2004 fu seguito dal motore HPCR nella variante 2.4 L 99 kW che introdusse anche il cambio MT-82 a 6 marce, montato sui modelli a trazione posteriore.
Dopo che l'esemplare 4.000.000 era stato prodotto nel 2000, il 18 luglio 2005 uscì dalle catene di montaggio di Southampton l'esemplare n. 5.000.000, che venne donato ad una associazione di volontariato inglese.

### Motorizzazioni sesta serie
| Modello         | Disponibilità       | Motore | Cilindrata (cm³) | Potenza         | Coppia max (Nm) | Emissioni CO2 (g/Km) | 0–100 km/h (secondi) | Velocità max (Km/h) | Consumo medio (Km/l) |
| 2.0 TD 85 CV    | dal debutto al 2006 | Diesel | 1998             | 63 Kw (86 Cv)   | 190             | n.d                  | n.d                  | 138                 | 12                   |
| 2.0 TD 100 CV   | dal debutto al 2006 | Diesel | 1998             | 74 Kw (101 Cv)  | 230             | n.d                  | n.d                  | 138                 | 12.5                 |
| 2.0 TDCi 125 CV | dal 2002 al 2006    | Diesel | 1998             | 91 Kw (125 Cv)  | 285             | n.d                  | n.d                  | 161                 | 12.5                 |
| 2.4 TDCi 90 CV  | dal 2002 al 2006    | Diesel | 2402             | 66Kw (90 Cv)    | 345             | n.d.                 | n.d.                 | 138                 | n.d.                 |
| 2.4 TDCi 137 CV | dal debutto al 2006 | Diesel | 2402             | 101 Kw (137 Cv) | 375             | n.d                  | n.d                  | 135                 | 8                    |

## Settima serie (dal 2006 al 2014)

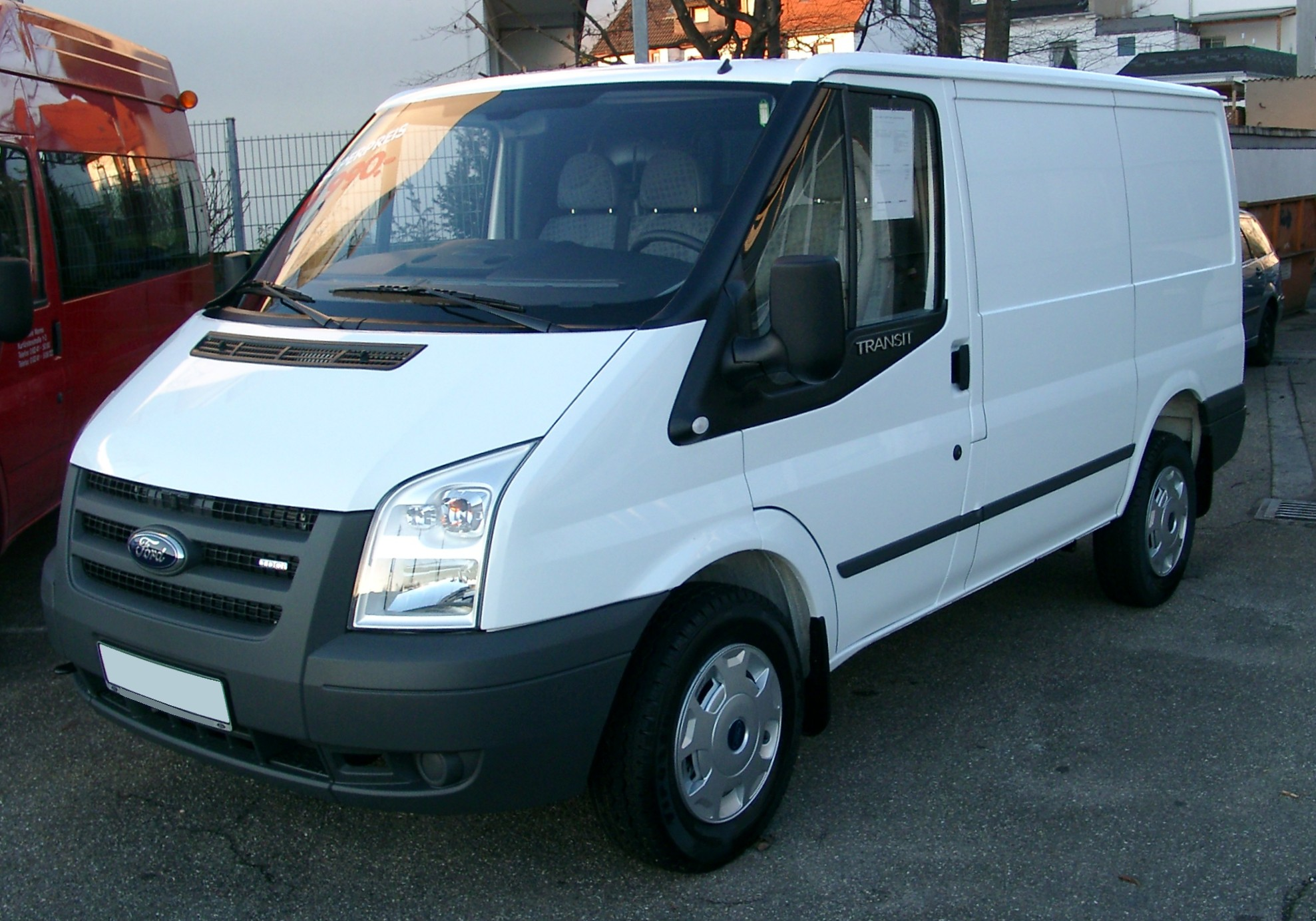
Transit del 2007

Nell'agosto del 2006 un nuovo restyling dà vita alla settima serie del Transit, che ha modifiche sia all'anteriore che al posteriore con nuovi disegni dei gruppi luce, che assumono una forma a triangolo allungato in verticale, e della calandra. In contemporanea sono stati modificati anche alcuni propulsori; in particolare la motorizzazione diesel da 2 litri ha lasciato il posto ad una nuova da 2.2 litri e su tutti i propulsori dello stesso tipo è stata implementata la tecnologia TDCI (common rail ad alta pressione).
Di conseguenza la gamma motori è composta da un 2,2 l Diesel (63−103 kW), un 2,4 l Diesel (74−103 kW), un 3,2 l Diesel (147 kW) e un 2,3 l a benzina (107 kW).
Nel 2007 il Transit è stato insignito del titolo di International Van of the Year.
Anche in quest'ultima versione il Transit è disponibile in varie versioni, sia destinate al trasporto di merci che a quello di passeggeri; altrettanto varie sono le disponibilità di diverse lunghezze, altezze e lunghezze di passo.

## Ottava serie (dal 2014)

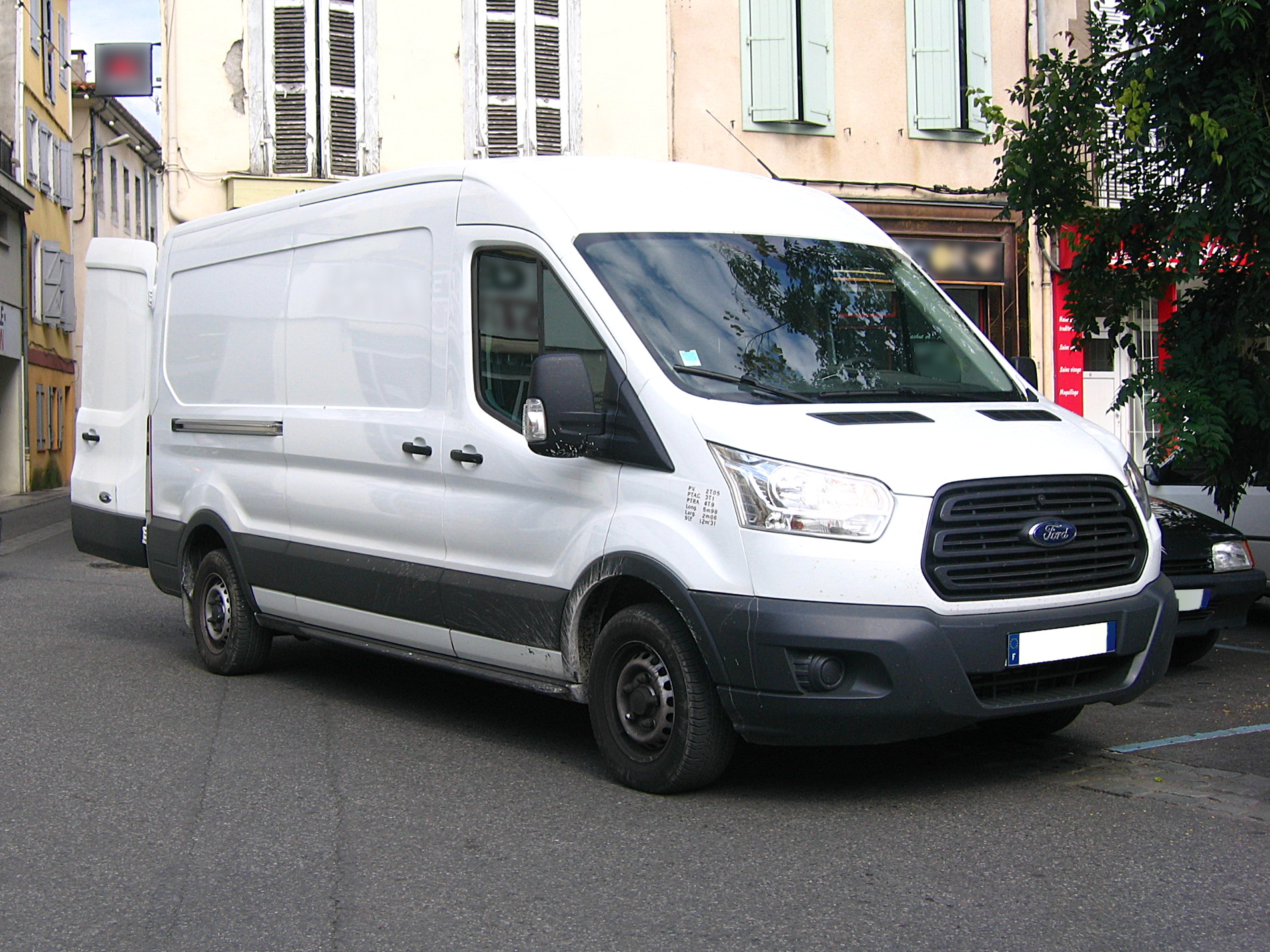
Ford Transit ottava serie

Alla fine del 2014 è stata lanciata l'ottava serie del Ford Transit; questa generazione del Transit è stata presentata ufficialmente nel gennaio 2013 al Auto Show di Detroit.

Il Transit di nuova generazione è un unico veicolo sviluppato a livello globale, che è stato progettato da Ford Europa e co-sviluppato con Ford Nord America. 

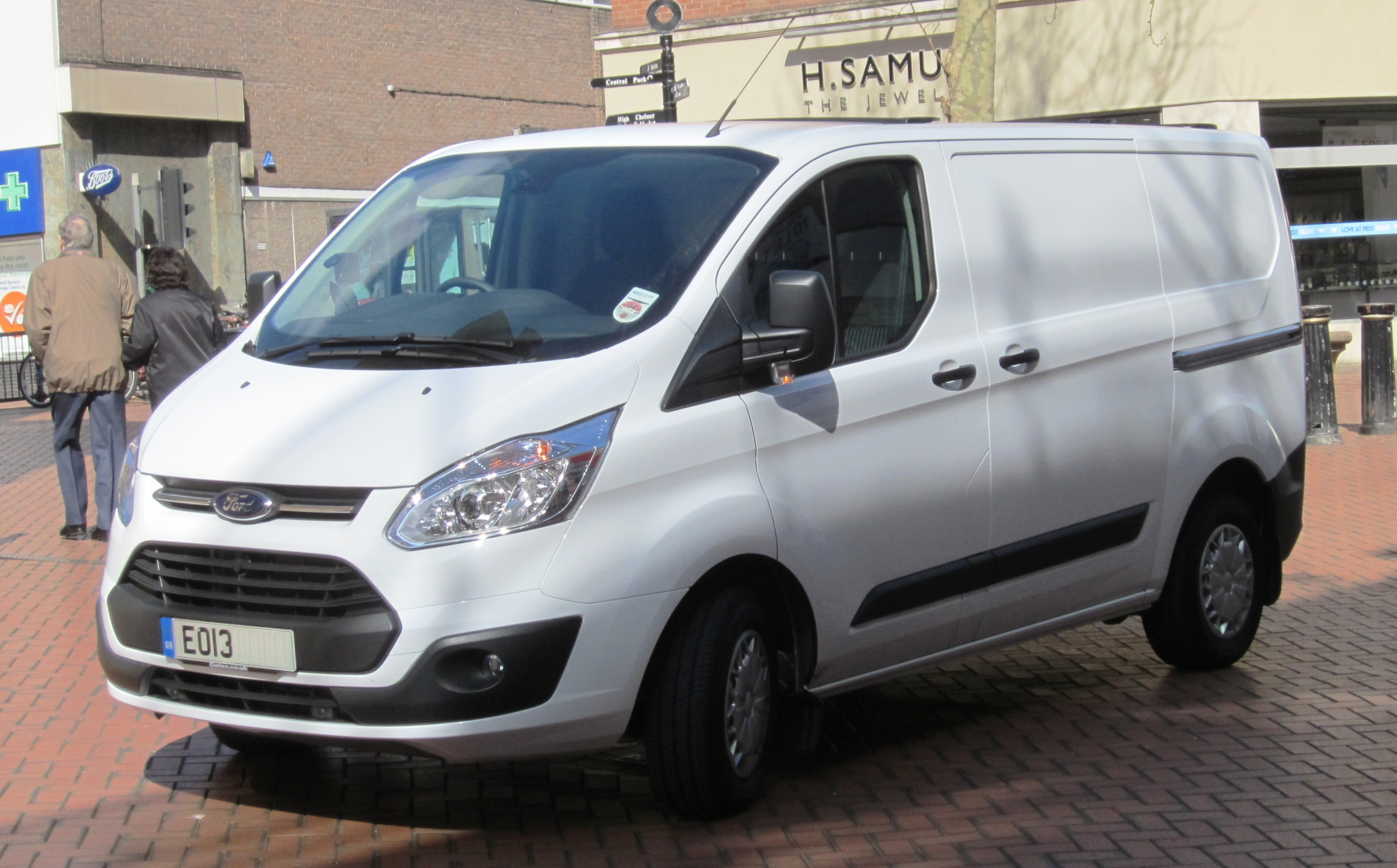
Ford Transit Custom del 2013

Le novità del Ford Transit rispetto al predecessore sono la trazione anteriore, posteriore o integrale, al fine di coprire le classi di peso e le esigenze di utilizzo diverse. Le versioni più piccoli e leggere con trazione solo anteriore e un carico utile fino a una tonnellata sono dal settembre 2012 chiamati Ford Transit Custom o Tourneo con un peso a vuoto che varia dai 2043 ai 3085 kg.
I modelli delle classi di peso superiori sono costituiti dal nuovo Transit. Quest'ultimo utilizza un motore 2.0 litri common rail diesel che adotta la tecnologia di riduzione delle emissioni tramite additivo AdBlue (il motore prende il nome di "EcoBlue") e preserva il cruscotto del più piccolo Transit Custom, ma si differenzia per il resto totalmente da esso con la carrozzeria, gli interni e la meccanica completamente differenti.
Il sistema Start&Stop è ora di serie, così come il sistema di assistenza in caso di abbandono di corsia e gli airbag laterali e per la testa. Il Transit è disponibile in tre lunghezze e due altezze e con trazione anteriore, posteriore o integrale al peso totale a terra che va dalle 2 alle 5 tonnellate. Le vendite in Europa sono iniziate verso la fine del 2014 ed è costruito per il mercato europeo a Gölcük, in Turchia, dopo la chiusura dello stabilimento di Southampton in Inghilterra, avvenuta il 26 luglio 2013.

## Evoluzioni

### Ford Transit XXL

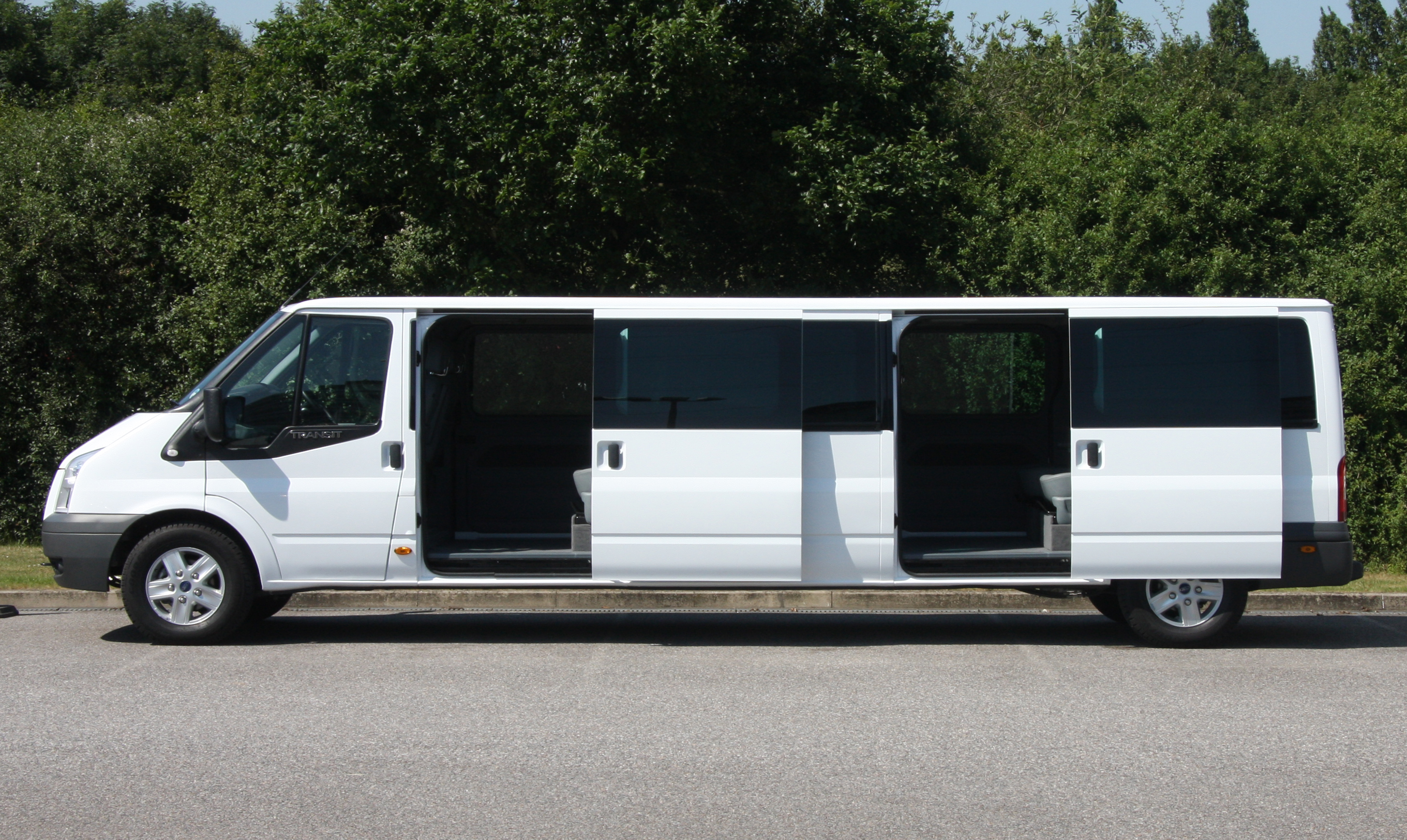
Ford Transit XXL

Per celebrare la nomina del Transit a "2007 International Van of the Year", è stata prodotta dalla Ford, in un unico esemplare, una versione limousine della settima serie del veicolo, dotata di sette porte e chiamata Transit XXL.

### Ford Transit SuperSportVan
Nel 2011 è stato presentato un prototipo sportivo del Transit. Il veicolo, il quale era equipaggiato con un propulsore diesel Duratorq TDCi da 200 CV di potenza e 470 Nm di coppia, montava vari spoiler, passaruota allargati, doppio terminale di scarico e cerchi in lega con gomme in misura 235/45,

### Ford Transit in America
Il Ford Transit fu introdotto per la prima volta nel continente americano il 10 settembre 2007, in nove allestimenti diversi disponibili per il mercato messicano. Recentemente l'amministratore delegato della Ford, Alan Mulally, ha dichiarato che il Ford Transit sarà commercializzato, assieme ad altri modelli europei, anche nel resto del continente nordamericano.